# Kolding Herred
Kolding Herred var fra 1876 et dansk herred i Vejle Amt. Det blev dannet som en sammenlægning af Nørre Tyrstrup Herred syd for Kolding og syv sogne fra Brusk Herred nord for Kolding. Herreder havde et areal på 340,5 km2. Kolding Herred indgik ikke som andre herreder i den gejstlige inddeling af Danmark. I gejstlig henseende brugtes navnene Nørre Tyrstrup og Brusk stadig efter 1876 hvor de to herreder tilsammen udgjorde et provsti.
Kolding Herred bestod af:
- Fra det tidligere Nørre Tyrstrup Herred: Dalby Sogn, Hejls Sogn, Sønder Bjert Sogn, Sønder Stenderup Sogn, Taps Sogn, Vejstrup Sogn, Vonsild Sogn, Ødis Sogn
- Fra Brusk Herred: Harte Sogn, Bramdrup Sogn, Vester Nebel Sogn, Øster Starup Sogn, Almind Sogn, Viuf Sogn, Eltang Sogn[1]